# Malin Ekman
Malin Anna Magdalena Ekman, född 1 december 1987, är en svensk journalist och kulturskribent.

## Biografi
Malin Ekman växte upp i Göteborg och utbildade sig till journalist vid Enheten för journalistik, medier och kommunikation vid Stockholms universitet. 
Ekman har varit journalist på Expressen. År 2013 började Ekman arbeta på Svenska Dagbladet och blev 2019 tidningens korrespondent i USA.
I juni 2024 sa hon upp sig från tjänsten som utrikeskorrespondent och kritiserade samtidigt öppet Svenska Dagbladet för att vara ängslig och inte tillräckligt nyanserad i sin bevakning av USA. Hon menade att uppgifter som riskerade att gynna vad som bedöms vara ”fel sida” valts bort, vilket ofta handlat om nyheter som är negativa för Demokraterna.
Hösten 2024 blev en av skribenterna på Handelsbankens ekonomisajt EFN men lämnade den i februari 2025. Enligt Ekman själv slutade hon för att i stället satsa på sin egen publikation Stockholm Report på Substack.
Ekman har gjort sig känd för att bevaka mediebranschen och har bland annat kritiserat svenska medier för deras publicering av Metoo. I Sveriges Radio berättade hon om hur hon blivit hotad av finansmannen Mats Qviberg efter att ha skrivit kritiskt om hans förvärv av tidningen Metro, varefter denne framförde en ursäkt.
År 2018 producerade hon podcasten “Sex samtal om män” tillsammans med Ida Ölmedal, en podcast som utsågs till en av årets bästa av Dagens Nyheter. Senare samma år gjorde hon boksajten Readligion tillsammans med Sophia Bendz.
Ekman debuterade som skönlitterär författare 2022 med romanen Allt jag finner i er ska jag finna i mig, och 2023 som fackboksförfattare med boken Skymning i Amerika: berättelser om ett annat USA.